# うんこ漢字ドリル
うんこ漢字ドリル（うんこかんじドリル）は、文響社が出版している漢字ドリルで、うんこを題材とした漢字ドリルである。2022年4月時点でシリーズ累計950万部発行。

## 概要
小学校で習う漢字1006字を全て網羅し、各漢字×3、合計3018個の例文全てにうんこを用いた漢字ドリルになっている。
小学1年生〜6年生の学年ごとに出版されており、小学1年生及び2年生のものはうんこかん字ドリルとなっている。
集中力を切らしがちな漢字勉強を楽しく笑いながら覚えられることをコンセプトとし、完成した。ドリル内にはうんこ先生など、オリジナルのキャラクターも登場する。子供の興味をかきたてるためである。
出版社である文響社が学習参考書を制作したのは本作が初めてである。
2017年3月24日に初版3万6000部で発売。発売後約2カ月で発行部数148万を記録する。また、オリコンによる週間本ランキングの総合部門にあたるBOOK部門の2017年5月29日付では『うんこかん字ドリル 小学1年生』『うんこかん字ドリル 小学2年生』『うんこ漢字ドリル 小学3年生』の3作が同時にTOP3を独占し、学習参考書としては初となる総合1位獲得及び初のTOP3独占を達成した。2021年7月時点でシリーズ累計発行部数は890万部を突破している。
放送作家である鈴木おさむは、当初単なる企画もの（一発屋）としての成功と思っていたが、本作のシリーズ化などのヒットを受けミュージシャンでいうサザンオールスターズや山下達郎、Mr.Childrenのように定番化したと評価している。

## エピソード
作者である古屋雄作は、2003年頃からうんこ川柳というものを制作しており、ルーツはこの川柳となっている。文響社側からうんこ川柳の書籍化の話をされ、それに向けて作成をしていたが、文響社側から「ただのうんこの川柳では売れないかもしれない」とストップがかかり、うんこ川柳を使って漢字を覚えられるドリルにできないかという提案がきたという。提案を受け古屋はうんこ川柳の例文を作っていったが、川柳形式なしでうんこの例文を作ってほしいという更なる文響社側の要望に応え、川柳にこだわらずうんこを使った例文を完成させていった。
作成にあたり、うんこを食べる、くさいなどといった想像すると嫌悪感が沸くものや、いじめにつながるような例文は避けて作られたという。合計4000個を超える例文が作られたもののこれらの表現を避けた結果、没となった例文も多かったという。

## 書誌情報
| タイトル                                                    | ISBN                                                   |
| うんこ漢字ドリル（2017年3月24日発行、同年3月18日発売）      | うんこ漢字ドリル（2017年3月24日発行、同年3月18日発売） |
| ----------------------------------------------------------- | ------------------------------------------------------ |
| うんこかん字ドリル 小学1年生                                | 978-4-905073-81-9                                      |
| うんこかん字ドリル 小学2年生                                | 978-4-905073-82-6                                      |
| うんこ漢字ドリル 小学3年生                                  | 978-4-905073-83-3                                      |
| うんこ漢字ドリル 小学4年生                                  | 978-4-905073-84-0                                      |
| うんこ漢字ドリル 小学5年生                                  | 978-4-905073-85-7                                      |
| うんこ漢字ドリル 小学6年生                                  | 978-4-905073-86-4                                      |
| うんこ漢字ドリル テスト編（2018年3月発行、同年3月16日発売） |                                                        |
| うんこかん字ドリル テスト編 小学1年生                       | 978-4-86651-061-3                                      |
| うんこかん字ドリル テスト編 小学2年生                       | 978-4-86651-062-0                                      |
| うんこ漢字ドリル テスト編 小学3年生                         | 978-4-86651-063-7                                      |
| うんこ漢字ドリル テスト編 小学4年生                         | 978-4-86651-064-4                                      |
| うんこ漢字ドリル テスト編 小学5年生                         | 978-4-86651-065-1                                      |
| うんこ漢字ドリル テスト編 小学6年生                         | 978-4-86651-066-8                                      |

## コラボレーション
- 2017年7月20日〜8月31日：東京・池袋の屋内型テーマパーク「ナンジャタウン」でイベント「うんこ漢字ドリル×ナンジャタウン あつまれ! うんこ漢字タウン」が実施された[9]。期間限定アトラクション「うんこ英雄伝」の開催、「うんこ先生の甘口カレーライス」や「うんこ先生わたあめ」など7種類のコラボフードの提供、「うんこ例文コンテスト」の実施など。
- 2018年3月21日に日本で封切りになる『ボス・ベイビー』とのコラボレーションが行われ、動画が公開された。動画はうんこ先生が『ボス・ベイビー』の映像を使って漢字を教えるという学習型予告編で、うんこ先生の声を担当したのは諏訪部順一[10]。
- 2020年10月1日から順次、合計4会場で、リアル脱出ゲームを企画制作するSCRAPとのコラボレーションイベント「SCRAP×うんこドリル うんこ謎解きプロジェクト「うんこだっしゅつドリル」「大人のうんこ脱出ドリル」」が開催された[11][12]。終了時期は各自異なる。体験型ゲームイベントで「うんこだっしゅつドリル」が子供向け、「大人のうんこ脱出ドリル」が大人向け。

## その他
日本と同じ漢字文化圏の韓国でも、内容を韓国の小学校（初等學校）における漢字教育に基づき、変更させた「魔法のうんこ漢字ドリル」（마법의 똥한자 漢字：魔法의 똥漢字）が発売されている。